# Музей изящных искусств Валенсии
Музей изящных искусств Валенсии (исп. Museo de Bellas Artes de Valencia) — крупнейший художественный музей города Валенсия, столицы одноименной испанской провинции, который располагает одной из богатейших коллекций старинной живописи в Испании.

## История и описание
Музей был создан 24 июля 1913 года. В основу собрания легла коллекция живописи Королевской академии изящных искусств Сан-Карлос (валенсийской академии художеств). За последующие сто с лишним лет фонды музея значительно пополнились, причём некоторые валенсийские меценаты дарили или же завещали музею как отдельные произведения искусства, так и целые художественные собрания. 
Музей находится на берегу старого русла реки Турия, ныне представляющего собой парк. Он расположен в построенном в  XVIII веке здании католической семинарии имени святого Пия V. Здание состоит из двух исторических частей — собственно семинарии и семинарской церкви. Фасад квадратного в плане здания украшен двумя внушительными башнями, углы постройки рустованы, крышу венчает сплошная балюстрада с украшениями в виде массивных вазонов и шаров. Полукруглый большой купол церкви выложен синей керамической черепицей, и увенчан высоким барабаном с меньшим куполом. Музей разместился в этом здании после окончания Гражданской войны в Испании, так как занимавшееся им ранее здание монастыря Кармен Кальсадо сильно пострадало в результате боевых действий. Все экспозиции в годы Гражданской войны были демонтированы, а картины спрятаны в подвалах. Много сделал для спасения коллекций музея и для его послевоенного восстановления тогдашний директор, искусствовед и коллекционер Мануэль Гонсалес Марти, имя которого сегодня носит валенсийский музей Керамики, который он основал.
Музей изящных искусств Валенсии обладает богатой коллекцией готических ретабло и старинной, готической и ренессансной, в том числе местной, валенсийской религиозной живописи. Жемчужинами коллекции музея являются «Иоанн Креститель», кисти Эль Греко, конный портрет Франсиско де Монкадо работы Ван Дейка, «Богоматерь с младенцем» Пинтуриккьо, «Автопортрет» Веласкеса, произведения Гойи. В целом коллекция музея знакомит посетителей с развитием европейской живописи от Средневековья до начала двадцатого века. Коллекция графики включает в себя собрание работ Пиранези, однако большая часть графики находится в запасниках, поскольку ей вреден солнечный свет. В музее можно также увидеть ряд старинных произведений прикладного искусства.

## Галерея

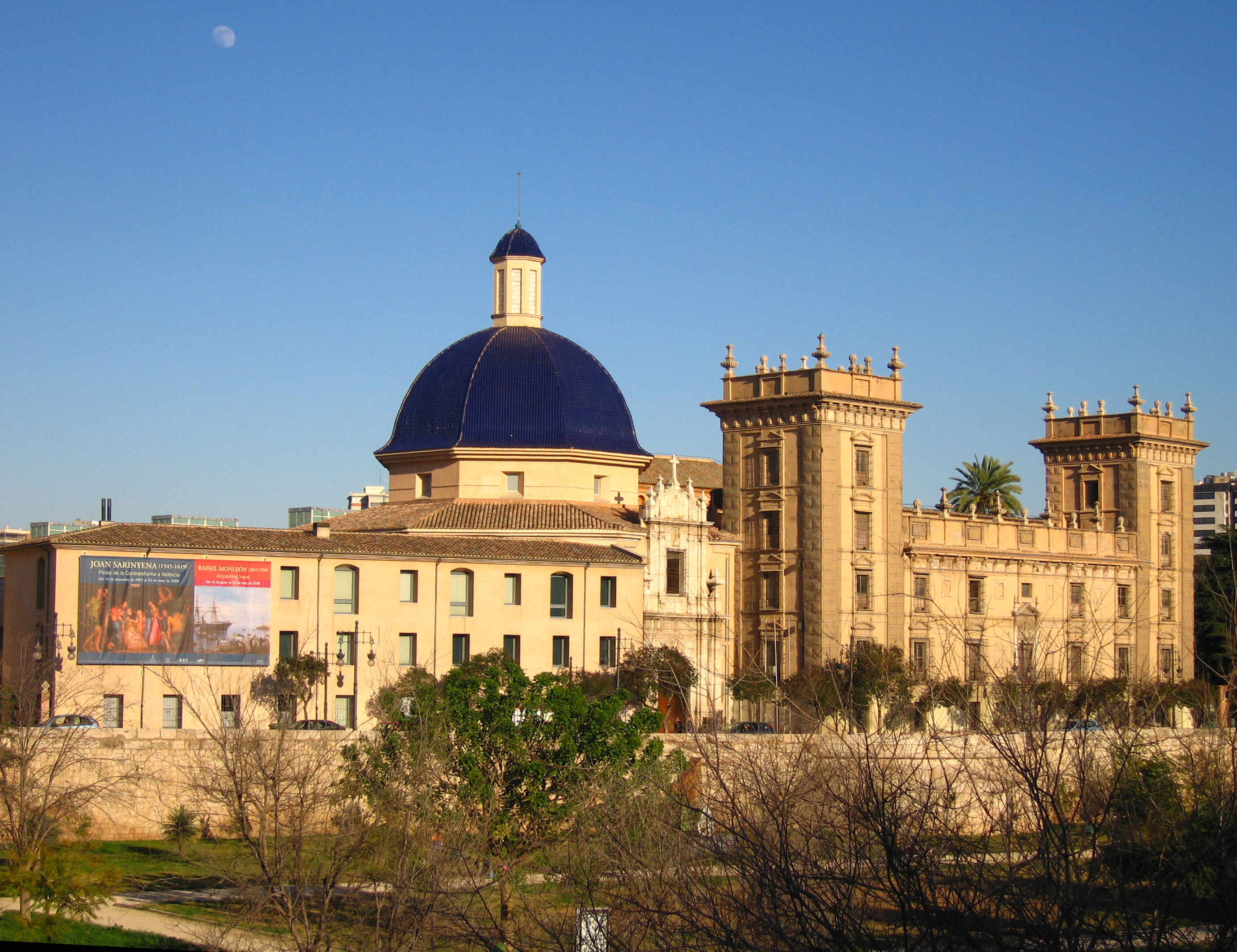
Здание музея.
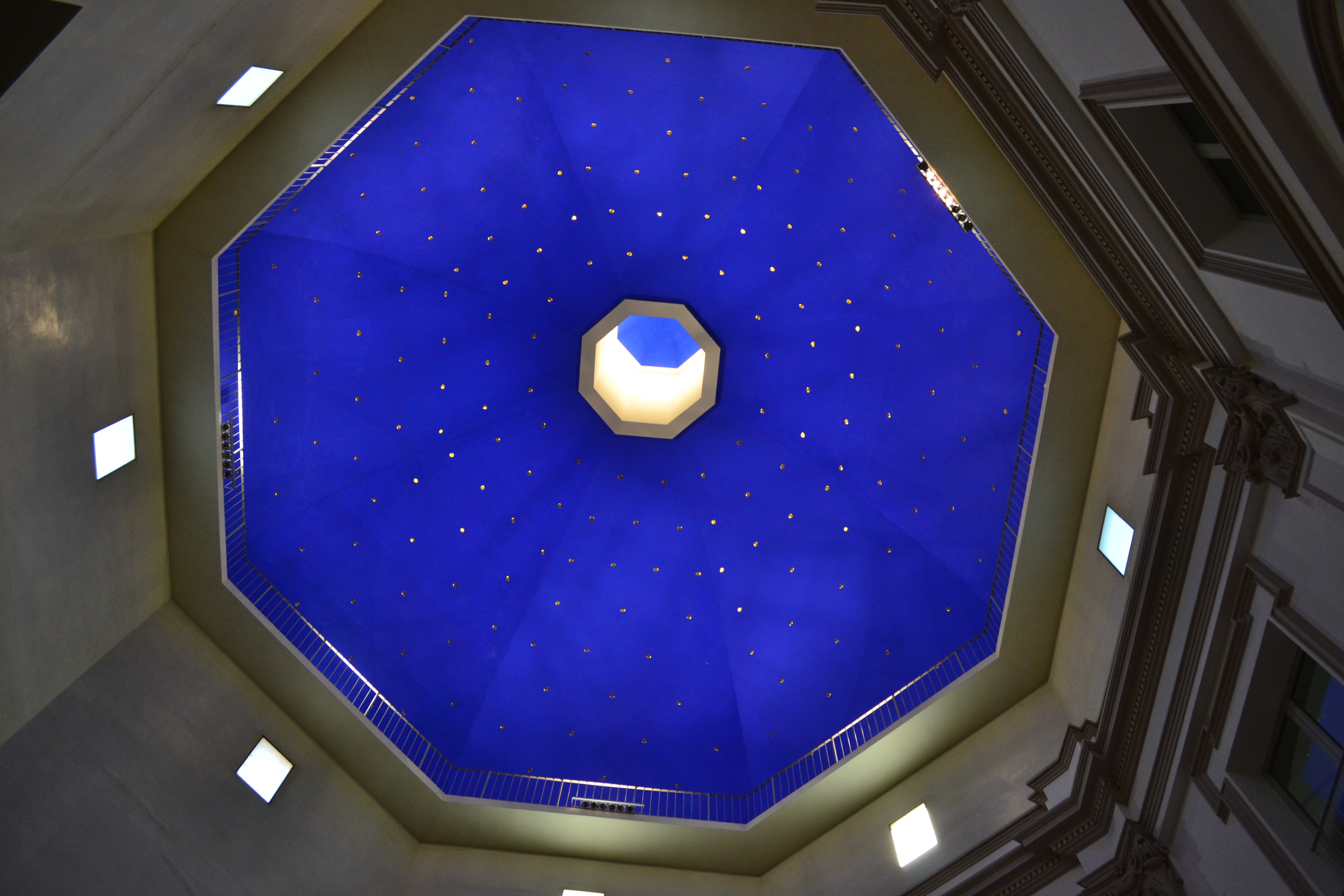
Купол музея, вид изнутри.
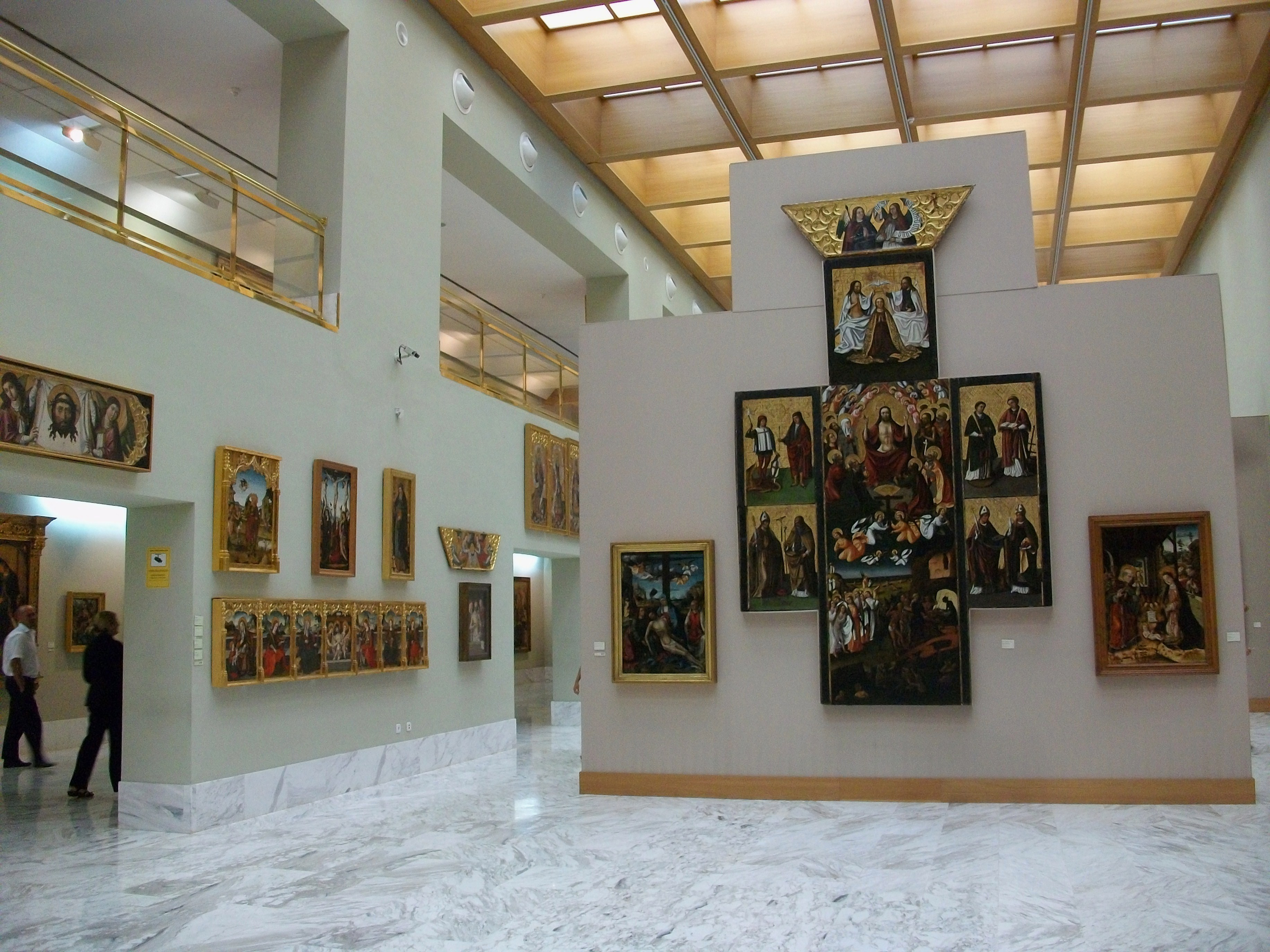
Зал Готики.
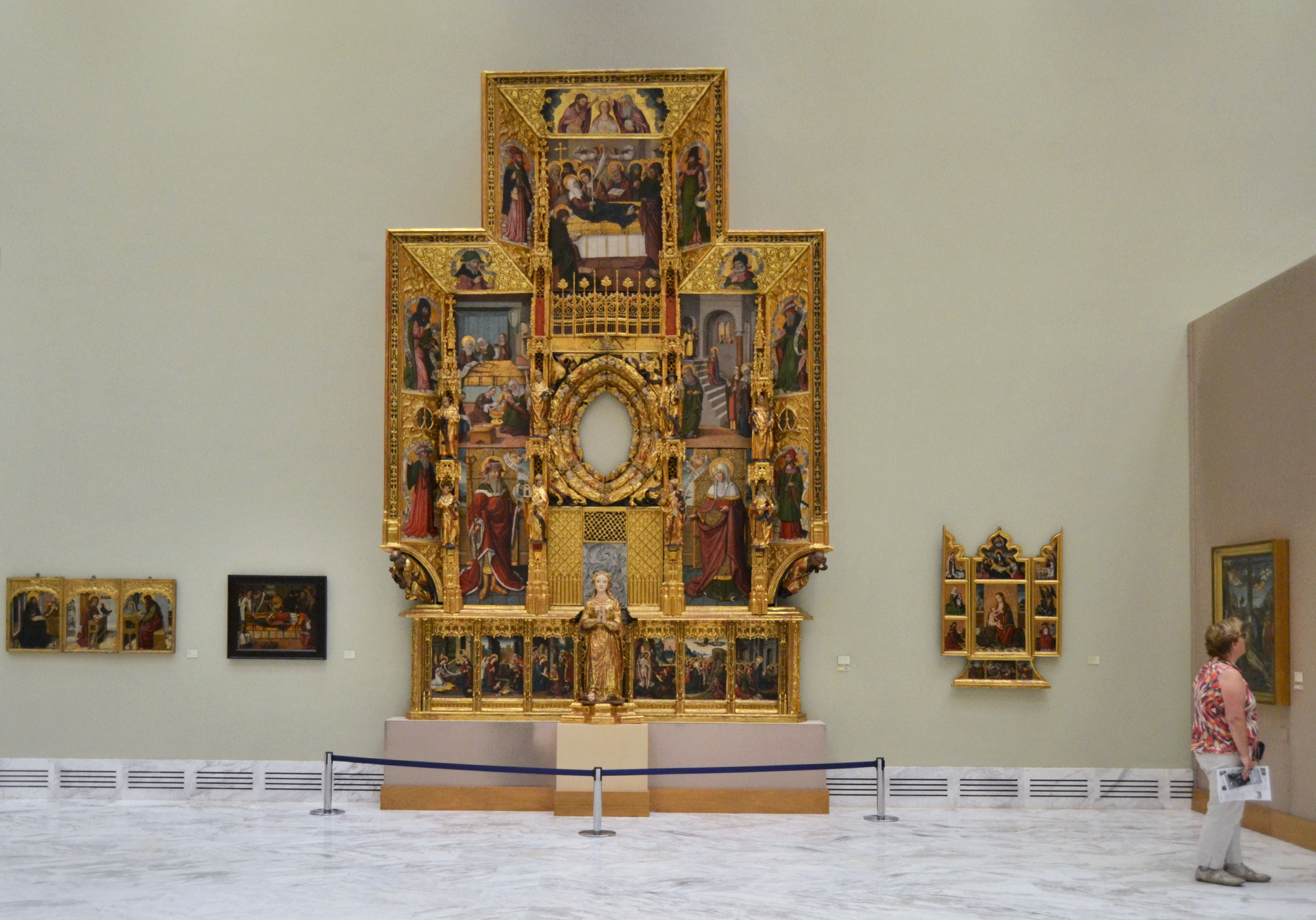
Готическая живопись.
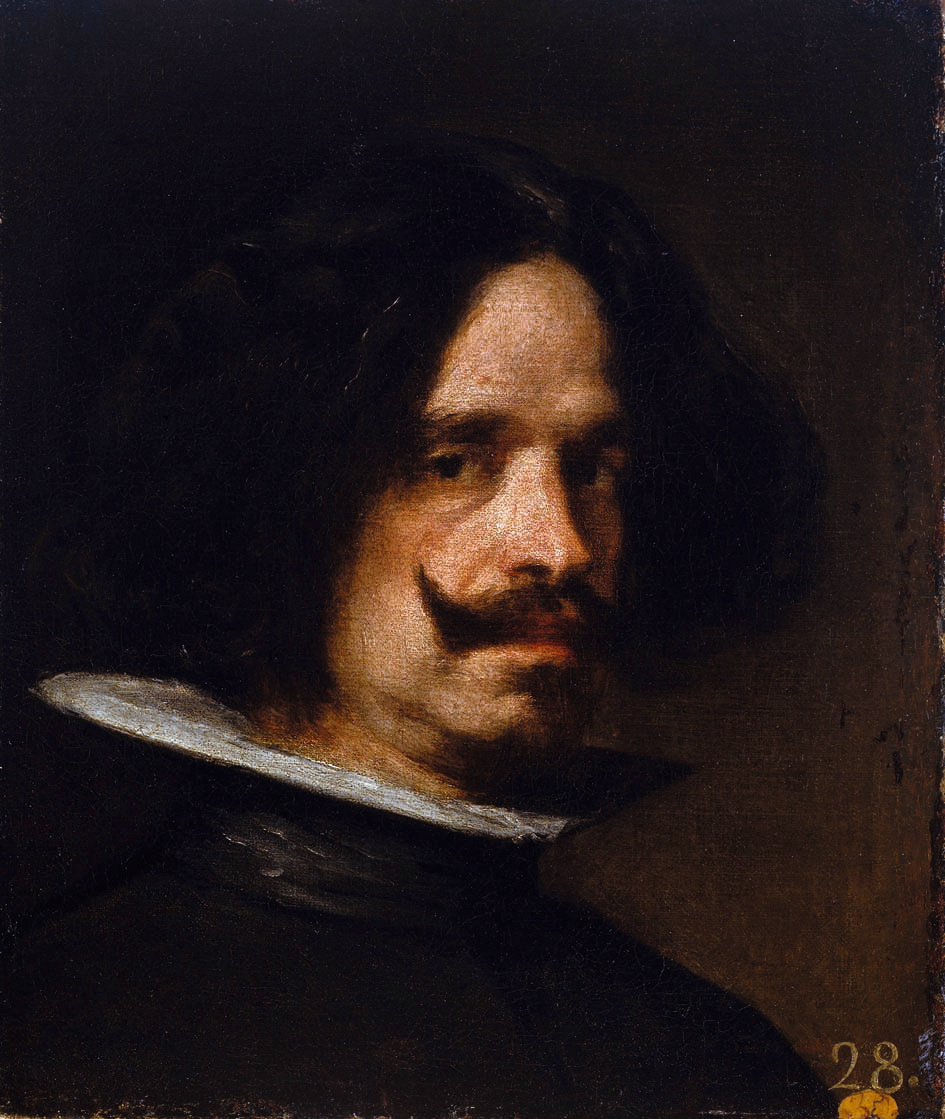
Диего Веласкес. «Автопортрет», ок. 1650.
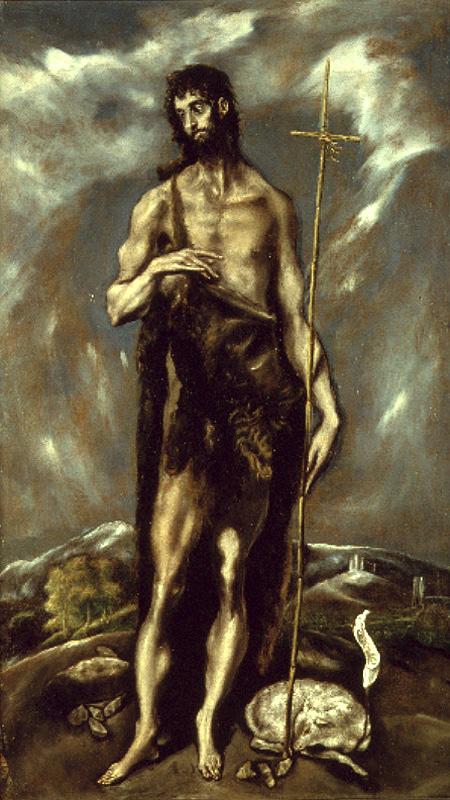
Эль Греко. «Иоанн Креститель», ок. 1600—1605.
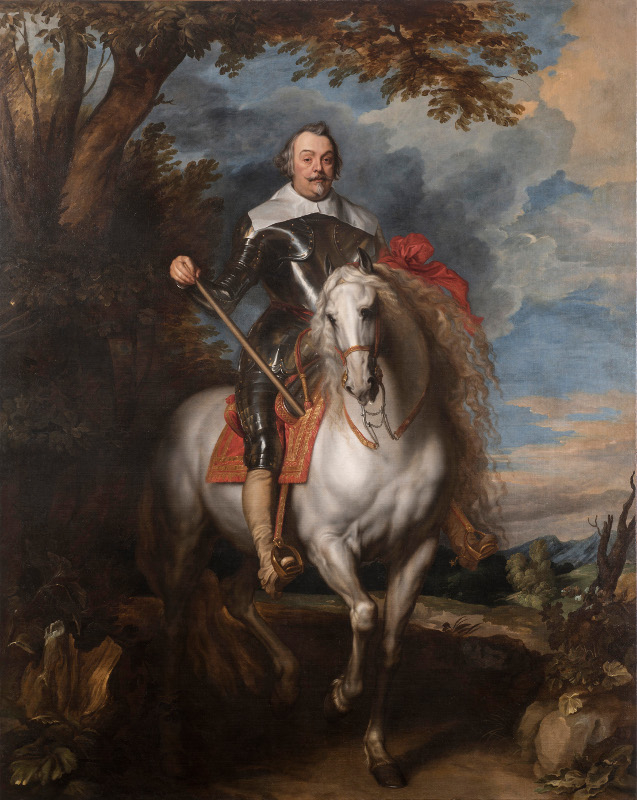
Антонис Ван Дейк. «Портрет Франсиско де Монкадо», ок. 1630—1632.
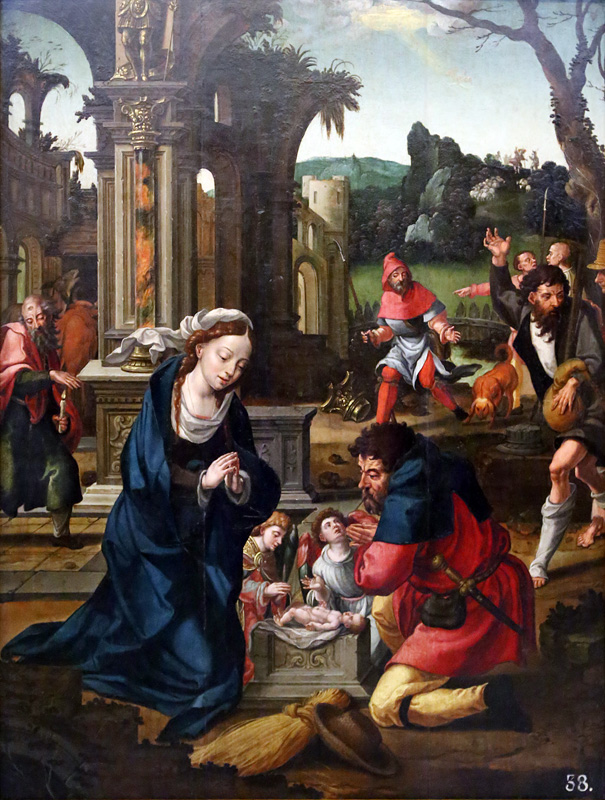
Питер Кук ван Альст. «Поклонение пастухов», ок. 1530.
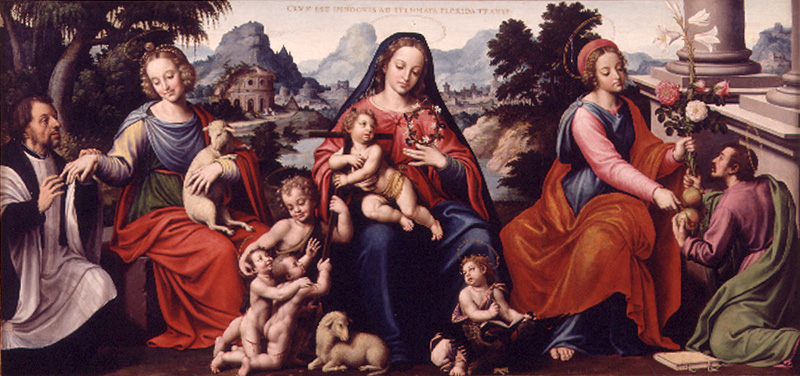
Хуан де Хуанес. «Мистическое обручение преподобного Агнесио», ок. 1553—1558.
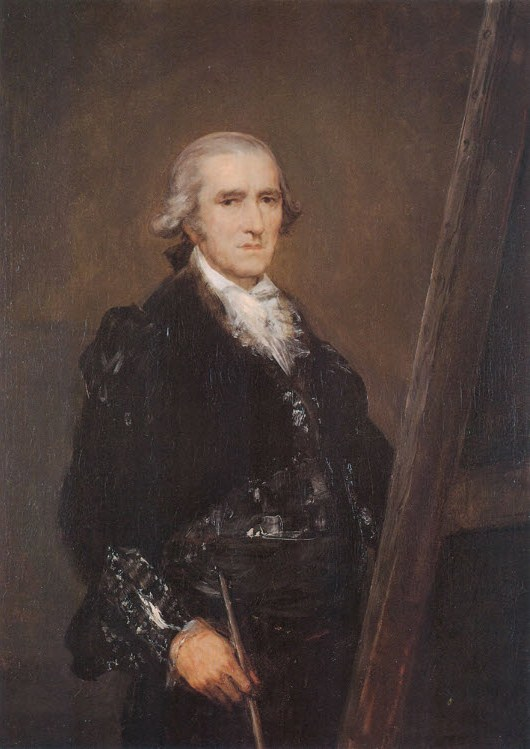
Франсиско Гойя. Портрет художника Франсиско Байеу, 1786.
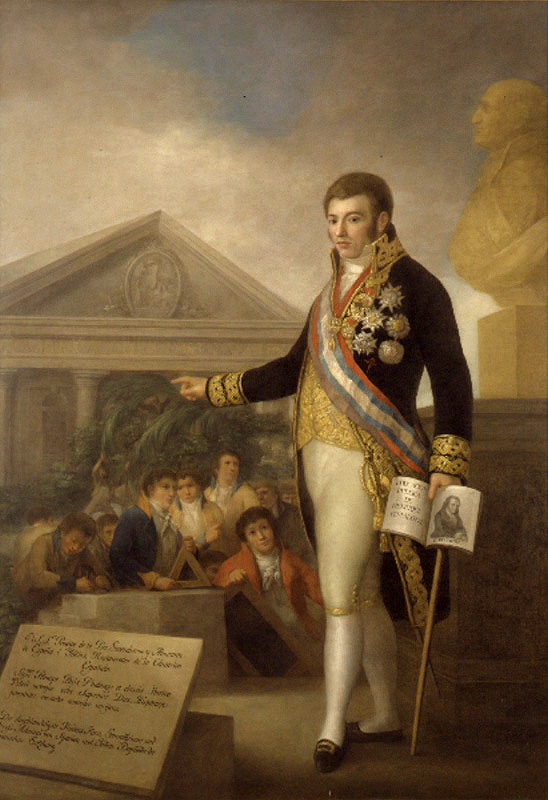
Агустин Эстеве. Портрет князя Мануэля Годоя, ок. 1806
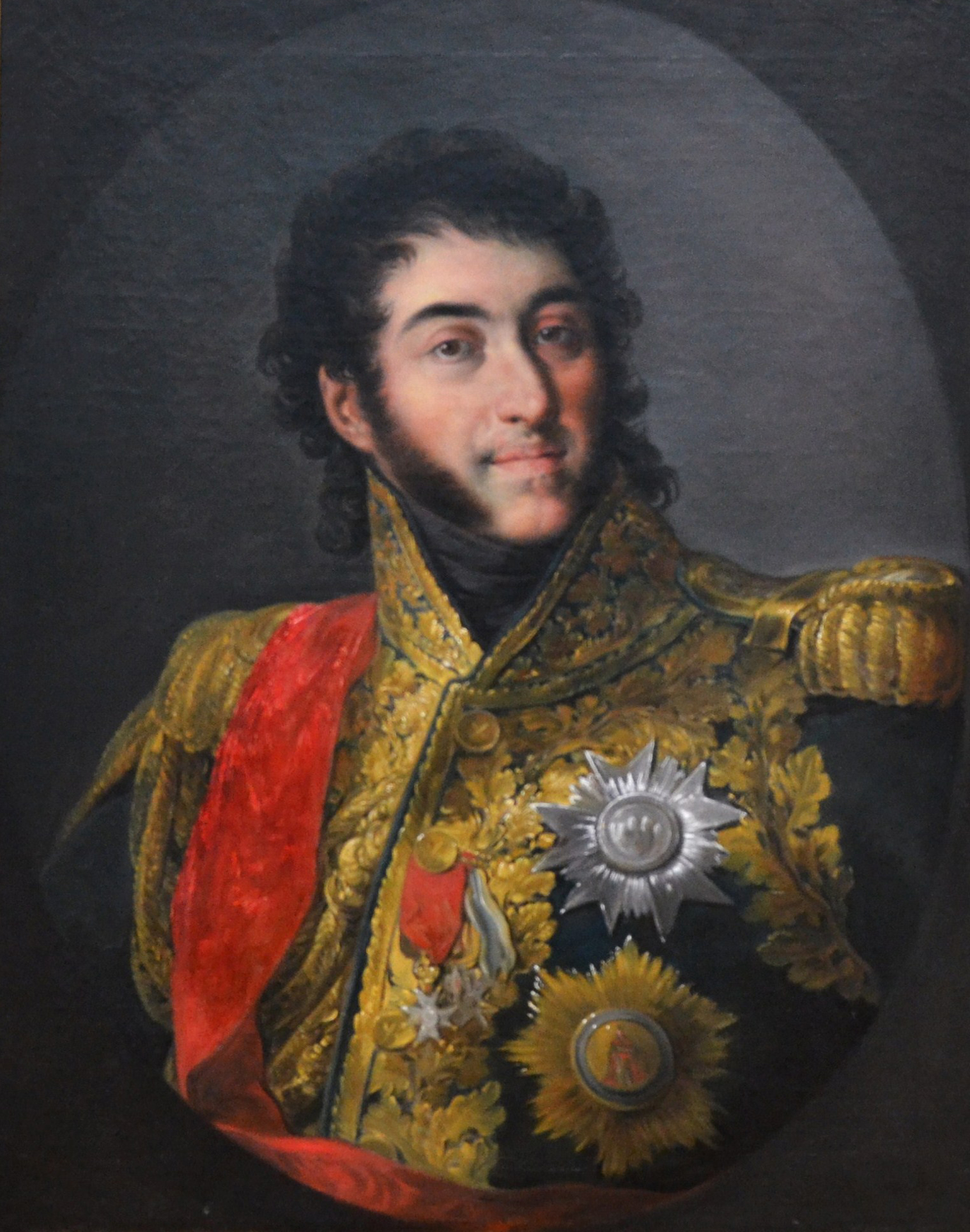
Висенте Лопес Портанья. Портрет французского военачальника Сюше, который осадил и взял Валенсию в ходе Пиренейской войны, за что получил звание маршала Франции.
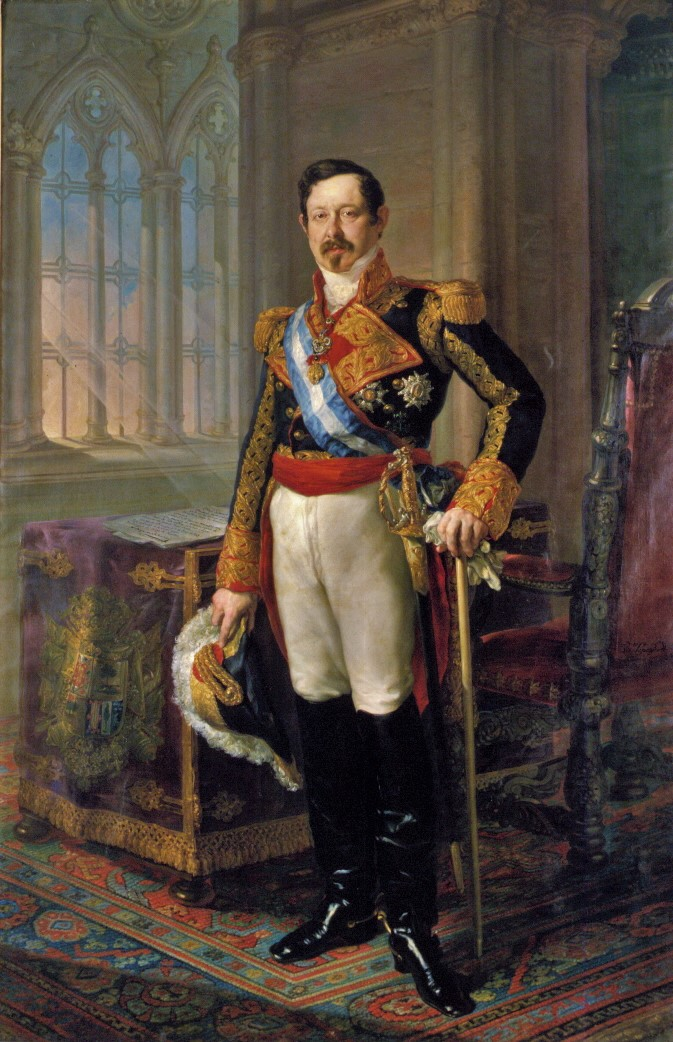
Висенте Лопес Портанья. Портрет генерала Нарваэса, 1849.
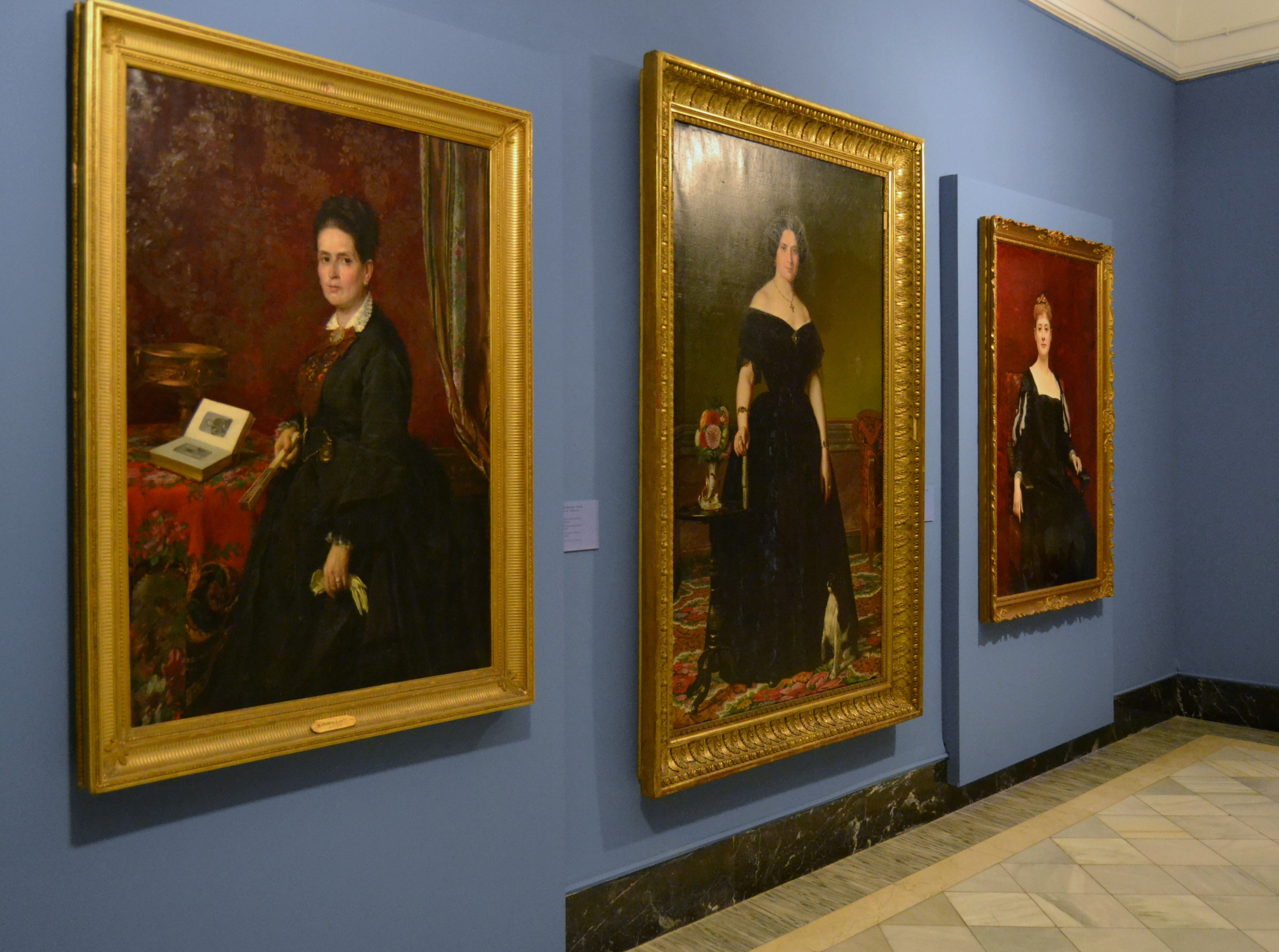
Женские портреты XIX века.
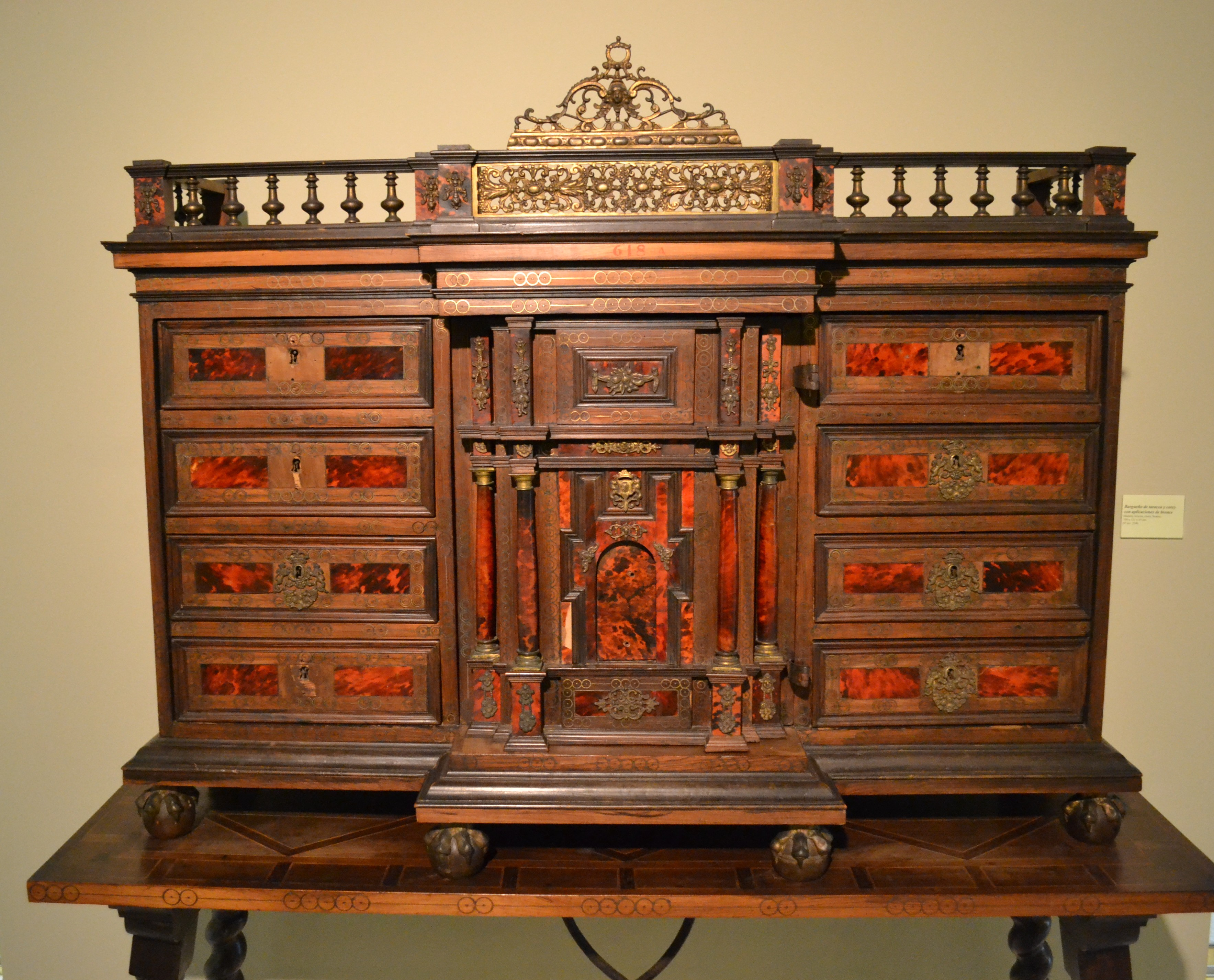
Старинный шкаф-кабинет, отделанный бронзовыми накладками и пластинами из панциря черепахи.
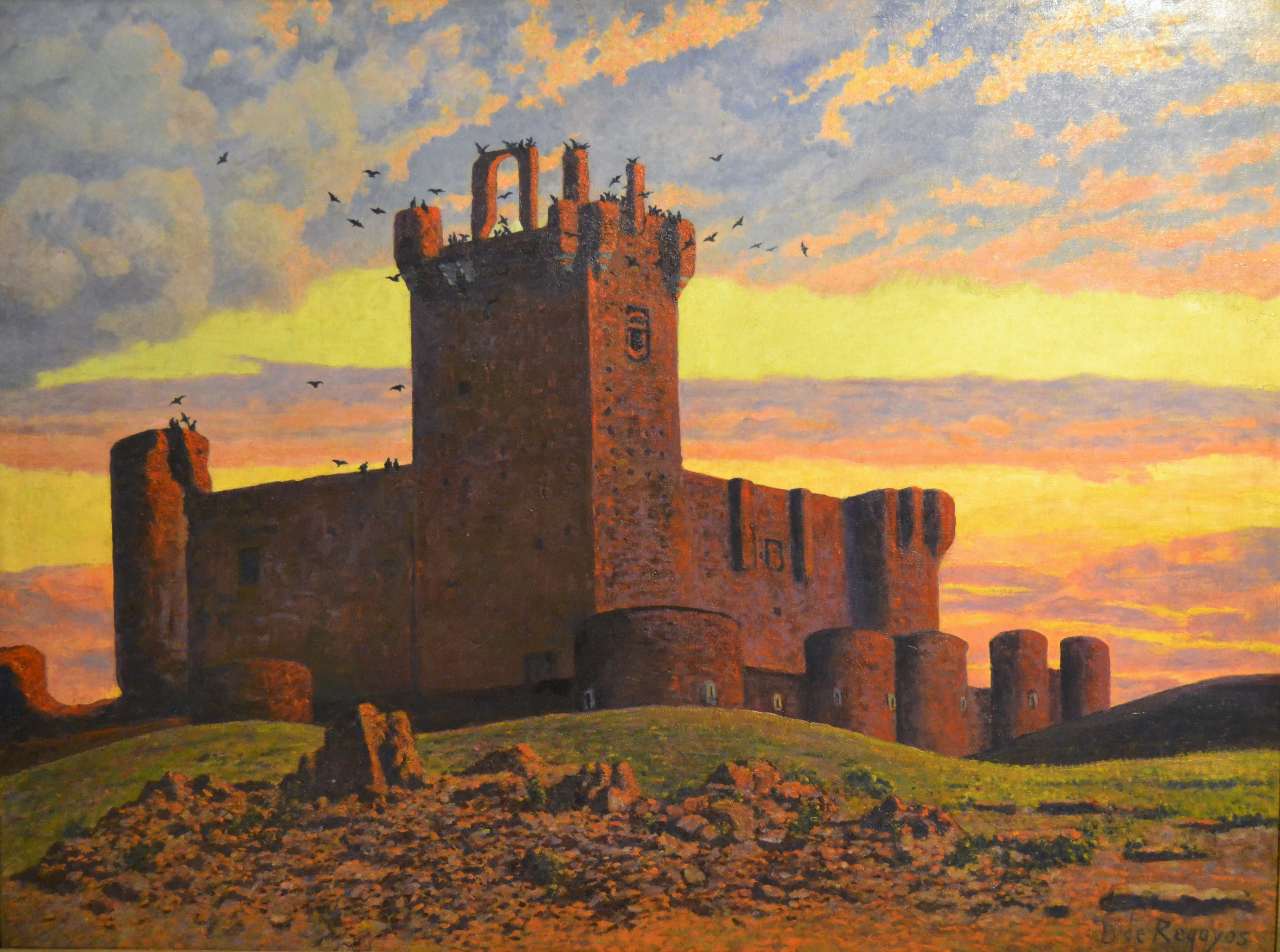
Дарио де Регойос. «Замок де ла Мота», 1909.
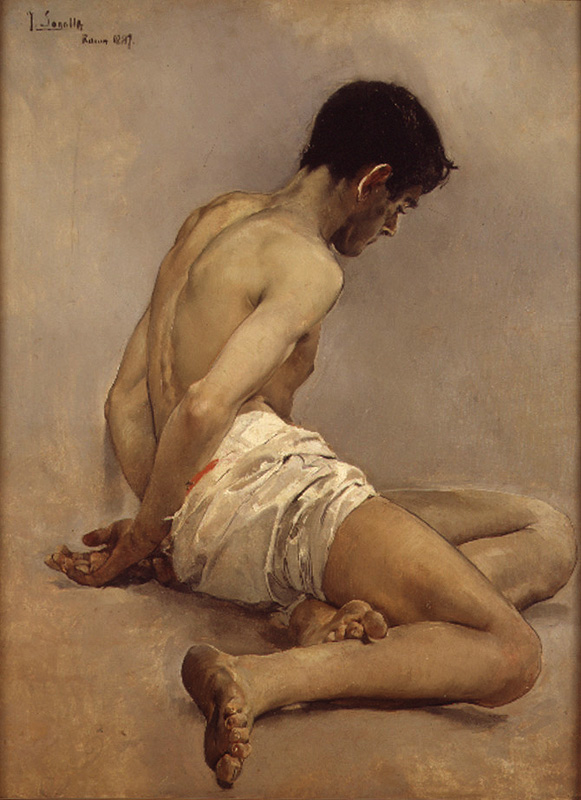
Хоакин Соролья. Этюд натурщика, 1887.
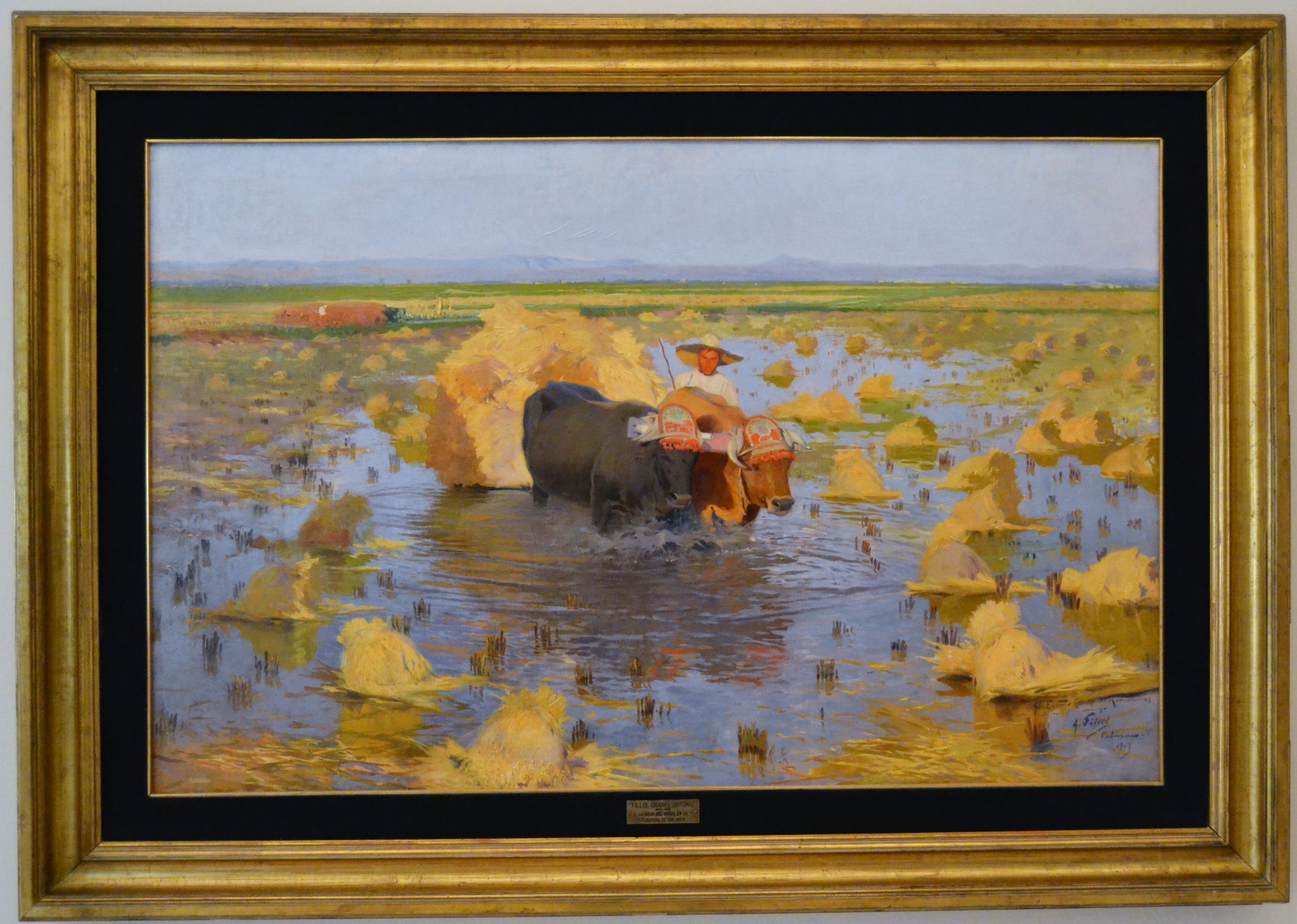
Антонио Фийоль Гранелль. «Сбор риса в окрестностях Валенсии».